# Temnaspis testaceoapicalis
Temnaspis testaceoapicalis es una especie de coleóptero de la familia Megalopodidae.

## Distribución geográfica
Habita en Java (Indonesia).